# 烏眉
烏眉，是臺灣苗栗縣後龍鎮的一個傳統地域名稱，位於該鎮中部偏西南。相較於今日行政區，其範圍大致為福寧里西北部。

## 歷史
台灣清治末期至日治初期，烏眉地區為一街庄，稱為「烏眉庄」，隸屬於苗栗一堡。該庄西隔西湖溪與灣瓦庄為界，西北臨台灣海峽，北及東與公司藔庄為鄰，南邊為頭湖庄。
1901年（日治明治三十四年）11月，全台廢縣廳改設二十廳，該庄隸屬於苗栗廳。1909年（明治四十二年）10月，合併二十廳為十二廳，該庄改隸屬於新竹廳。1920年（大正九年），廢十二廳改設五州二廳，該庄改制為「烏眉」大字，隸屬於新竹州竹南郡後龍庄。
戰後後龍庄改制為後龍鄉，隸屬於新竹縣，大字亦改制為村。1950年桃、竹、苗分治，後龍鄉改隸屬於苗栗縣。1951年，後龍鄉升格為後龍鎮，村改制為里。

## 聚落
本地區發展較早的聚落為坑仔內，在日治期初期的官方地圖上已有記載。此外，本地區尚有烏眉、杜厝、王厝、李厝、芭樂埔等聚落。

## 交通
台鐵海線是台灣西部鐵路竹南至彰化間的幹線，大致以東北—西南走向經過烏眉地區西北部近海岸地帶。境內未設站，但東北側不遠處設有龍港車站，屬招呼站，僅停靠區間車，由此可前往台鐵沿線各地。
省道台61線又稱「西部濱海快速公路」，是八里至安南的快速公路，大致以東北—西南走向蜿蜒經過本地區西北部。由該道路向東北可前往竹南、香山並止於浸水橋北側，其後以省道台15線為代用道路；向西南可前往通霄白沙屯並中止快速公路路段，其後以省道台1線為代用道路。
縣道119號是龍港至三義雙連潭的道路，大致以東北—西南走向轉縱向經過本地區。由該道路向東北可前往龍港並止於省道台61線（西部濱海快速公路）後龍交流道及台6線路口，向南可前往西湖、銅鑼、三義雙連潭並止於縣道130號路口。

## 宗教場所
- 烏眉福寧宮－主祀倪府千歲